# Carlos Mastronardi
Carlos Mastronardi, né le 7 octobre 1900 à Gualeguay et mort le 5 juin 1976 à Buenos Aires, est un poète, essayiste, journaliste, critique littéraire et traducteur argentin.

## Biographie
Carlos Mastronardi naquit à Gualeguay dans la Province d'Entre Ríos. Il s'installa à Buenos Aires à l'âge de 19 ans. Il se tourna vers l'écriture et devint un poète de d'avant-garde et du symbolisme. Il fut membre du groupe avant-gardiste Martín Fierro, du nom du personnage créé par José Hernández.
En 1955, il remporte le Prix municipal de littérature de la ville de Buenos Aires pour son essai sur le philosophe français Paul Valéry, Valéry o la infinitud del método (Valéry, ou l'infinitude de la méthode).
Il fut le traducteur de poètes français du symbolisme, notamment Stéphane Mallarmé, Arthur Rimbaud et Paul Valéry.
En tant que critique littéraire, il fit l'éloge du premier recueil de poésies d'Arnaldo Calveyra, intitulé Cartas para que la alegria.

## Œuvres
- Tierra amanecida (1926)
- Luz de provincia
- Conocimiento de la noche (1937)
- Tratado de la pena
- Valéry o la infinitud del método (1955)
- Formas de la realidad nacional (1961)
- Memorias de un provinciano (1967)
- Cuadernos de vivir y pensar (posthume, 1984)